# Čvrljevo (miasto Szybenik)
Čvrljevo – wieś w Chorwacji, w żupanii szybenicko-knińskiej, w mieście Szybenik. W 2011 roku liczyła 64 mieszkańców.